# زمان عربستان سعودی

زمان استاندارد عربستان سعودی

زمان استاندارد عربستان سعودی (عربی: التوقيت القياسي السعودي) (SAST) منطقه زمانی استاندارد کشور عربستان سعودی است. این منطقه زمانی ۳ ساعت جلوتر از ساعت گرینویچ (یوتی‌سی ۳:۰۰+) است و بدون صرفه‌جویی در روشنایی روز است. این زمان بر اساس نصف‌النهار ۴۵ درجه شرقی پنجمین نصف‌النهار شرقی تعریف شده است. پیش از معرفی یک منطقه زمانی استاندارد در عربستان، این کشور از زمان عربی بهره می‌برد که در آن نیمه‌شب را هنگام غروب آفتاب تنظیم می‌کردند. به دلیل سردرگمی میان سامانه‌های گوناگون دیگری که در پادشاهی عربستان نیز استفاده می‌شد، یک زمان استاندارد و منطقه زمانی در سرتاسر منطقه ایجاد شد.: 381 

## تاریخچه
در عربستان سعودی تا سال ۱۹۶۸، از زمان عربی استفاده می‌کردند که در این سامانه، ساعت ۱۲ و شروع روز هنگام غروب آفتاب تنظیم می‌شود و منطبق بر اذان مغرب است.: 381  دلیل استفاده از زمان عربی، این بود که گاه‌شماری هجری قمری غروب خورشید را به عنوان آغاز یک روز جدید تعریف می‌کند. اما پس از معرفی زمان‌بندی غربی که مطابق با شیوه اروپایی، شروع یک روز جدید را نیمه‌شب تعریف می‌کند، ناهماهنگی در کشور ایجاد شد. در ابتدای کار برای هماهنگ کردن، سیستم زمانی فرهنگ غربی را هنگام غروب آفتاب روی ساعت شش تنظیم کردند، لذا در حالی که زمان خورشید غربی تقریباً برابر با GMT +3 برابر در نظر گرفته شده بود، اما زمان آن بستگی به زمان غروب خورشید داشت که با تغییر فصول تغییر می‌کرد، به این معنی که با تغییر فصل‌های سال، اختلاف زیادی میان زمان غروب آفتاب و GMT +3 به‌وجود می‌آمد.
سرانجام زمان استاندارد SAST در ۴۵مین نصف النهار شرقی تعریف شد. زیرا به دلیل سردرگمی بین سیستم‌های مختلف دیگری که در پادشاهی سعودی استفاده می شد، ایجاد ساعتی استاندارد برای این منطقه زمانی لزوم یافته بود.
علاوه بر این، گروه مشاوره کمک نظامی آمریکا زمان زولو را که با GMT +4 همخوانی داشت، معرفی کرد. هواپیمایی سعودی از GMT +3 برای پرواز به بیشتر کشورها و مناطق استفاده کرد، به جز ظهران که در GMT +4 تنظیم شده بود. سعودی آرامکو نیز برای مقر خود در دهران صرفه‌جویی در نور روز را استفاده می‌کند. به همین ترتیب، شرکت خطوط لوله Trans-Arabian در پمپ‌های خود در شرق کشور صرفه‌جویی در روز را انجام می‌دهد.